# Reuzenoorvleermuis
De reuzenoorvleermuis (Megaderma spasma) is een vleermuis uit de familie reuzenoorvleermuizen (Megadermatidae). De wetenschappelijke naam van de soort werd in 1758 als Vespertilio spasma door Carl Linnaeus gepubliceerd. De soort komt voor van India en Sri Lanka via onder andere Vietnam tot de Filipijnen, de Molukken en de Kleine Soenda-eilanden. De nauwste verwant is de grotere lierneusvleermuis (Megaderma lyra), de enige andere soort van het geslacht.
Het is een grote vleermuis met zeer grote oren, grote ogen en een opvallend uitsteeksel op het neusblad. De vacht is lichtgrijs tot grijsbruin. De staart is niet te zien. De voorarmlengte bedraagt 54 tot 61 mm, de oorlengte 35 tot 40 mm en het gewicht 23 tot 28 g bij exemplaren uit Borneo en Malakka. Het karyotype bedraagt 2n=46, FN=64 in de Filipijnen, wat afwijkt van het karyotype van Thaise exemplaren, 2n=38.
Deze vleermuis roest in kleine groepen in grotten, boomholtes of huizen. Het dieet bestaat voornamelijk uit grote insecten, maar ook kleine gewervelden worden soms gegeten. De prooi wordt meestal van de grond of een plant gegrepen, maar soms ook in de lucht.
Van deze soort worden diverse ondersoorten onderscheiden:
- M. s. spasma (Molukken)
- M. s. abditum Chasen, 1940 (Aor, op Malakka)
- M. s. carimatae Miller, 1906 (Karimata-eilanden)
- M. s. celebense Shamel, 1940 (Celebes en omliggende eilanden)
- M. s. ceylonense K. Andersen, 1918 (Sri Lanka)
- M. s. horsfieldii Blyth, 1863 (India)
- M. s. kinabalu Chasen, 1940 (Mount Kinabalu en Crocker Range op Borneo)
- M. s. lasiae Lyon, 1916 (eilanden ten westen van Sumatra)
- M. s. majus K. Andersen, 1918 (Myanmar)
- M. s. medium K. Andersen, 1918 (Singapore)
- M. s. minus Andersen, 1918 (Cambodja)
- M. s. niasense Lyon, 1916 (Nias)
- M. s. natunae K. Andersen & Wroughton, 1907 (Natuna Besar)
- M. s. pangandarana Sody, 1936 (Java)
- M. s. philippinense Waterhouse, 1843 (Filipijnen)
- M. s. siumatis Lyon, 1916 (Sumatra)
- M. s. trifolium É. Geoffroy, 1810 (Java en Borneo)

De grenzen van veel van deze ondersoorten zijn onduidelijk.